# Świątynia Wenkateśwary w Tirupati
Świątynia Wenkateśwary (tamil. திருவேங்கடமுடையான் கோவில்) – świątynia hinduistyczna w na wzgórzu Tirumala w pobliżu miejscowości Tirupati w indyjskim stanie Andhra Pradesh. Związana jest z kultem boga Wenkateśwary (Baladźi), lokalnego wcielenia Wisznu. Świątynia stanowi ważny ośrodek pielgrzymkowy, jest jednym z najliczniej odwiedzanych miejsc kultu na świecie. Z okazji dorocznego święta Brahmotsawam gromadzi się tam około pół miliona wiernych.